# Маклейн (Небраска)
Маклейн (англ. McLean) — селище (англ. village) в США, в окрузі Пієрс штату Небраска. Населення — 33 особи (2020).

## Географія
Маклейн розташований за координатами 42°23′11″ пн. ш. 97°28′5″ зх. д. / 42.38639° пн. ш. 97.46806° зх. д. (42.386341, -97.468178).  За даними Бюро перепису населення США в 2010 році селище мало площу 0,25 км², уся площа — суходіл.

## Демографія
Згідно з переписом 2010 року, у селищі мешкало 36 осіб у 18 домогосподарствах у складі 9 родин. Густота населення становила 147 осіб/км².  Було 25 помешкань (102/км²).
Расовий склад населення:
| - 100,0 % — білих |

До двох чи більше рас належало 0,0 %. Частка іспаномовних становила 0,0 % від усіх жителів.
За віковим діапазоном населення розподілялося таким чином: 22,2 % — особи молодші 18 років, 58,4 % — особи у віці 18—64 років, 19,4 % — особи у віці 65 років та старші. Медіана віку мешканця становила 44,5 року. На 100 осіб жіночої статі у селищі припадало 89,5 чоловіків;  на 100 жінок у віці від 18 років та старших — 75,0 чоловіків також старших 18 років.
Середній дохід на одне домашнє господарство  становив 56 171 долар США (медіана — 65 625), а середній дохід на одну сім'ю — 56 473 долари (медіана — 71 250). 
Цивільне працевлаштоване населення становило 10 осіб. Основні галузі зайнятості: освіта, охорона здоров'я та соціальна допомога — 50,0 %, виробництво — 30,0 %, транспорт — 20,0 %.